# André Cottavoz
André Cottavoz  fue un pintor y litografista francés nacido en Saint-Marcellin (Isère) el 29 de julio de 1922 y fallecido el 8 de julio de 2012 en Vallauris, que perteneció al grupo de los sansismistas en la Escuela de París y también en la Escuela de Lyon.

## Datos biográficos
Nacido en 1922 a Saint-Marcellin, en Isère, André Cottavoz hizo sus estudios en la Escuela de Bellas Artes de Lyon en 1939.
En 1942, Cottavoz de 20 años, formó parte de la clase 22 y tiene que prestar el Servicio de Trabajo Obligatorio. El STO, le llevó a Austria con su camarada Philibert Charrin. En condiciones de vida muy difíciles consiguen  pintar sobre trozos de cartón y aun a exponer la obra, pero los cuadros fueron finalmente destruidos.
Liberado y sus estudios terminados, participó, a partir de 1945, en varias exposiciones. En 1953 obtuvo el Premio Fénéon.
Mientras tanto, un nuevo movimiento pictórico cobra vida : una nueva interpretación artística de la Escuela de Lyon, o sin-ismo, movimiento colectivo que quiere expresar la ausencia de "ismos" dentro de su concepción artística, de ahí el nombre. Jean Fusaro, André Lauran, Jacques Truphémus y Paul Philibert-Charrin participaron en su momento con André Cottavoz para exponer la nueva tendencia.
En Vallauris donde se instaló definitivamente en 1962, André Cottavoz se interesó por la cerámica esmaltada que trabajó con Roger Cuello.
Las obras de André Cottavoz figuran en numerosos museos de Francia y del extranjero.

## Exposiciones personales
- Galería Marcel Michaud, Lyon, 1946
- Galería Kriegel, París, 1965, 1967, 1971, 1973[4]
- Galería Matignon, París, 1980[5]
- Galería Tamenaga, Tokio, Osaka, 1984, 1986, 1987, 1989, 1991, 1993, 1996, 1998, 2001, 2004
- Galería Tamenaga, París, 1991, 2000, 2004, 2008
- Tiendas Matsuzakaya, Nagoya, Ueno, 1992, 1998
- Santi Finos Artes Gallery, Yakarta, 1993
- Castillo de Vascœuil, 1994
- Galería Longchamp, Niza, 1995
- Galería Malaval y Santo-Vincent, Lyon, 1996
- Galleries Printemps, Ginza, Osaka, Shizuoka, 1997
- Cottavoz, retrospectiva, castillo de Hauterives (cooperación Galería Emiliani, La Bégude-de-Mazenc)), 1997
- Galería Emiliani, La Bégude-de-Mazenc, 1999
- Retrospectiva André Cottavoz, museo Magnelli, Vallauris, julio-octubre de 2005
- Casa fuerte de Vourles, febrero de 2014
- Espacio Tejano-Salas Santas-Foy-Lès-Lyon, 2016

## Colecciones públicas
- Museo nacional de arte moderno, París
- Museo de arte moderno de la ciudad de París
- Museo de Cahors Henri-Martin
- Museo Paul-Dini de Villefranche-sobre-Saona
- Museo de Bellas Artes de Lyon
- Museo de arte moderno de Troyes
- Museo de arte moderno Richard Anacreonte, Granville
- Museo de arte moderno y contemporáneo de Saint-Étienne
- Museo de Bellas Artes y de Arqueología de Besançon
- Museo de arte Roger-Quilliot, Clermont-Ferrand
- Museo de la abadía, Santo-Claude (Jura) (Donación Guy Bardone)
- Museo de Sète
- Citado de la cerámica - Sèvres y Limoges, Sèvres : placa émaillée por André Cottavoz y Roger Cuello
- Fondos nacionales de arte contemporáneo, París
- Consejería de las estampes, Biblioteca nacional de Francia, París
- Museo de Luxemburgo, París
- Galleria civica de arte moderna e contemporanea, Turín
- Museo de arte moderno de Tokio
- Museo de arte de Yamagata
- Museo Centro de Arte Faro de Cabo Mayor, Santander

## Premio y distinciones
- Beca del premio nacional de pintura, 1949
- Premio de la Bienal de Menton, 1950
- Premio Fénéon, 1953